# Hrabiowie Cerdanyi

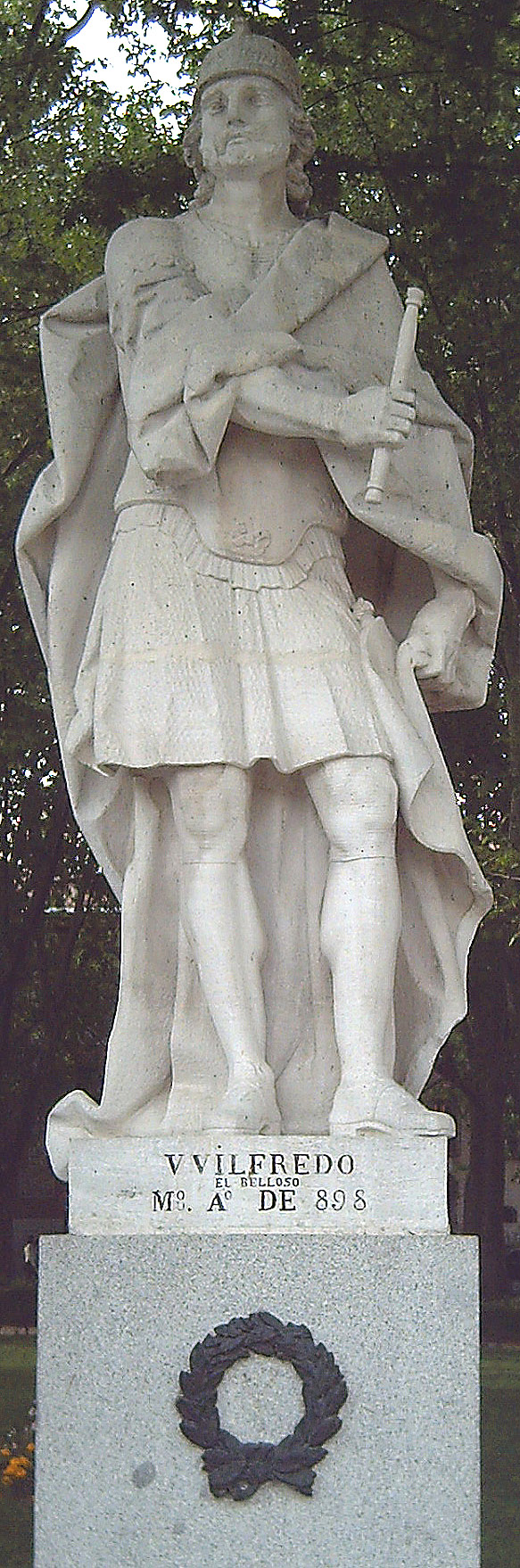
Wilfred I Włochaty - hrabia Cerdanyi i Barcelony w IX wieku - pomnik w Madrycie

Wykaz hrabiów sprawujących rządy w Hrabstwie Cerdanyi
Mianowani przez władców frankijskich:
- 798-820 Borrell

Dynastia z Aragonii
- 820-824 Aznar I
- 824-834 Galindo I Aznárez (syn)

Dynastia z Barcelony
- 834-848 Sunifred I
- 848-869 Solomon
- 869-897 Wilfred I Włochaty (syn Sunifreda I)
- 897-927 Miró II (syn)
- 927-968 Sunifred II (syn)
- 968-984 Miró III (brat)
- 968-988 Oliba Cabreta (brat)
- 988-1035 Wilfred II z Cerdanyi (syn)
- 1035–1068 Rajmund (syn)
- 1068–1095 Wilhelm I (syn)
- 1095–1109 Wilhelm II (syn)
- 1109–1118 Bernard (brat)

Dynastia Barcelona-Prowansja
- 1118–1131 Rajmund Berengar I
- 1131–1162 Rajmund Berengar II (syn)
- 1162–1168 Piotr (syn)
- 1168–1212 Sancho I (brat)
- 1212–1242 Nuño Sánchez (syn)

Dynastia Aragońska
- 1242–1276 Jakub I Zdobywca, król Aragonii
- 1276–1311 Jakub II (syn)
- 1311–1324 Sancho II (syn)
- 1324–1349 Jakub III (bratanek)
- 1349–1375 Jakub IV (syn)
- 1375–1403 Izabela (siostra)
- 1403 inkorporacja do Królestwa Aragonii